# 六郷印章業連合組合

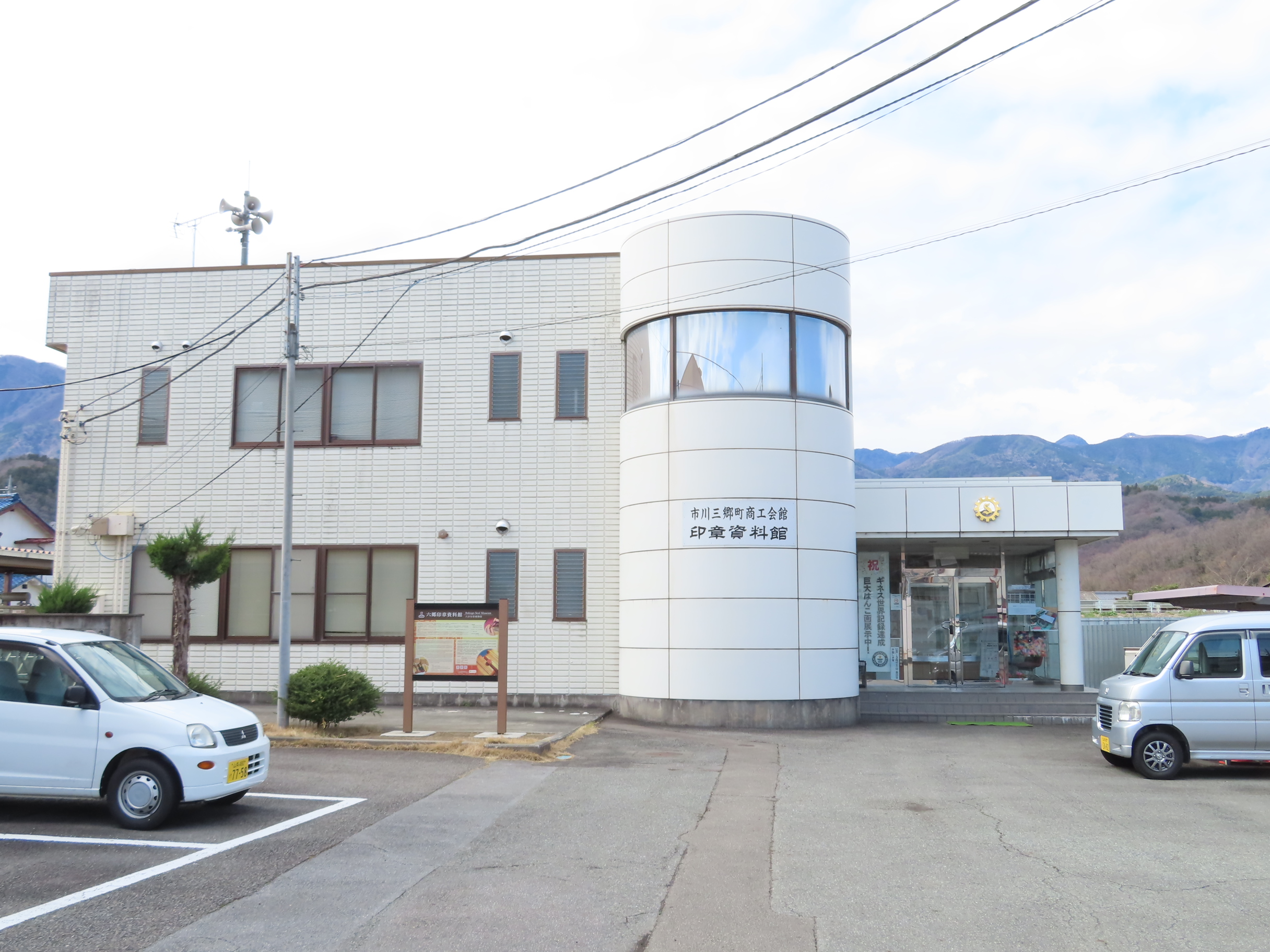
市川三郷町商工会館・印章資料館（2022年3月）

六郷印章業連合組合（ろくごういんしょうぎょうれんごうくみあい）とは、山梨県西八代郡市川三郷町六郷地区の「印鑑」産業の拠点となっている組織である。六郷地区の「印鑑」は山梨の歴史ある主要産業である「水晶」と並び山梨の産業経済を支えてきた。六郷印章業連合組合は、「はんこの里ろくごう」を語るうえでも欠くことのできない団体である。現在、組織の所在地を山梨県西八代郡市川三郷町岩間の市川三郷町商工会六郷支所内に置いている。

## 沿革
古くは1926年（大正15年）以前に設立された「峡南印章業組合」（以後、「山梨印章業組合」に改正）に始まり、「山梨県水晶業組合」「山梨県印判用品卸商工業協同組合」「峡南印章彫刻業組合」等の組織による目的を踏襲し、「六郷町印章業組合」として1964年（昭和39年）に西八代郡六郷町（現・市川三郷町）にて発足された。その後、「六郷印章業連合組合」と改正され、六郷地区の地場産業である印鑑製作・販売の中核となっている町公認の団体として存続している。

## 構成員
組合は、販売業者、彫刻業者、印材業者等を中心に組織されており、特に、彫刻業者の中には、都道府県職業能力開発協会が認定する「印章彫刻技能士（1・2級）」の国家資格を有する技術者も組合員として数多く加入してる。さらに、この中には、卓越した技能者に対して厚生労働大臣により「現代の名工」として表彰された者も、少数ではあるが組合員となっている。

## 主な活動等
- 印鑑供養祭 … 毎年10月1日、市川三郷町商工会、市川三郷町等の協力により、神官のもと古式祭礼にのっとり、使い古された印鑑を供養する儀式を実施。
- 篆刻体験 … 県内外の各種イベント時に組合の印章彫刻士が出張指導。

## 巨大ハンコ
日本一のハンコの里を象徴すべく六郷印章業連合組合（市川三郷町商工会六郷支所内）の入り口には「不動如山」（武田信玄公の軍旗にも掲げられた一文）を刻印した「巨大ハンコ」がモニュメントとして設置してある。

## 十鐘山房印挙
1883年（光緒9年）、陳介祺が71歳の時につくった印譜集。この骨董価値が非常に高い御宝とも言うべき印譜集を所持・管理している。